# Військова рада Республіки Грузія
Військова рада Республіки Грузія — керівний орган Грузії під час Громадянської війни в Грузії з 2 січня по 10 березня 1992 року. Членами Ради були кримінальний діяч Джаба Йоселіані, військовий Тенгіз Кітовані та  член КПРС Тенгіз Сігуа. Згодом Військова рада була перетворена на Державну раду, яку очолив Едуард Шеварднадзе, що повернувся із Москви  

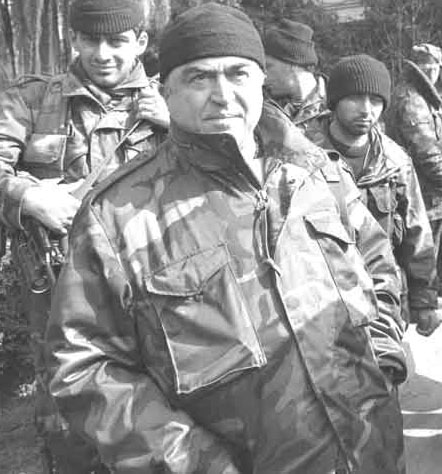
Тенгіз Кітовані

## Історія
Військова рада була створена в грудні 1991 року, під час громадянської війни в Грузії, за кілька днів до усунення першого президента Грузії Звіада Гамсахурдіа. Самопроголошена мета ради – підтримання порядку та проведення економічних реформ перед виборами. При ній була політична дорадча рада, в якій були представлені опозиційні до Гамсахурдіа партії. 2 січня 1992 року Військова рада вигнала президента країни, тимчасово призупинила дію конституції на території республіки, розпустила Верховну Раду і тимчасово доручила Тенгізу Сігуа виконувати обов'язки прем'єр-міністра.
3 січня військова рада оголосила в Тбілісі надзвичайний стан, заборонивши проведення будь-яких мітингів і демонстрацій. 6 січня Військова рада оприлюднила декларацію, згідно з якою оголосила Верховну раду Республіки Грузія і президента Грузії законними спадкоємцями Грузинської РСР і звинуватила президента Звіада Гамсахурдіа в авторитарному правлінні та узурпації влади. 10 січня військова рада призначила в.о. прем'єр-міністра Тенгіза Сігуа. За пропозицією Сігуа було встановлено:
- Відновити діяльність сакребуло на всій території Грузії.
- Міські ради мають провести вибори правління шляхом таємного голосування протягом десяти днів.
- Новий склад правління подати на затвердження тимчасовому уряду республіки.
- Виконуючий обов'язки прем'єр-міністра Сігуа отримав право обирати мера Тбілісі та інших.[3]

21 січня відбулася зустріч одного з голів військової ради, злодія у законі Джаби Іоселіані та військового представника Зугдіді Георгія Каркарашвілі з депутатом Верховної Ради Грузії Вальтером Шургая та колишнім префектом Зугдіді А. Кобалією. Під час розмови Джаба Іоселіані висунув сторонам ультиматум про те, що військові збройні формування, дислоковані в Зугдіді, повинні скласти зброю та забезпечити звільнення Зугдіді без втрат.
Військова рада прийняла кілька ліберальних рішень: відновила автономію вищих навчальних закладів, оголосила про свободу преси від уряду, звільнила з в'язниці проросійського «президента Південної Осетії» Тореза Кулумбегова. Військова рада почала приймати лояльні до Росії рішення: відновила відносини з російським Закавказьким військовим округом і вилучила з ужитку термін «окупаційні війська», призначила міністром оборони радянського генерала Левана Шарашенідзе.
Військова рада оголосила про відновлення дії Конституції Грузинської Демократичної Республіки 1921 року та оголосила нелегітимними всі уряди, засновані на радянській Конституції, включаючи уряд Гамсахурдіа. Рада призначила парламентські вибори на 11 жовтня 1992 року. З ініціативи Джаби Іоселіані військова рада оголосила амністію, в результаті якої було звільнено близько 8 тис. ув'язнених, що значно підвищило рівень злочинності в країні.
7 березня на запрошення Військової ради з Росії прибув колишній міністр закордонних справ СРСР, комуніст  Едуард Шеварднадзе. 10 березня Військова рада передала владу Державній раді Республіки Грузія і самоліквідувалася.